# Transition Glacier
Transition Glacier är en glaciär i Antarktis. Den ligger i Västantarktis. Argentina, Chile och Storbritannien gör anspråk på området. Transition Glacier ligger 496 meter över havet.
Terrängen runt Transition Glacier är kuperad åt nordost, men åt sydväst är den bergig. Trakten är obefolkad. Det finns inga samhällen i närheten.